# Кудержикова, Мария
Мария Кудержикова (подпольный псевдоним Марушка; 24 марта 1921, Внуровы — 26 марта 1943, Бреслау) — чехословацкая студентка, участник коммунистического подполья и Сопротивления нацистской оккупации во время Второй мировой войны. В 1941 году была арестована гестапо, казнена.

## Биография
Родилась в 1921 году в деревне Вноровы, регион Моравская Словакия, Чехословакия. Её отец, Йозеф Кудержик, в Первую мировую войну был в составе Чехословацких легионов в России, в 1930-х годах работал на железной дороге, с началом немецкой оккупации Чехословакии он активно участвовал в антигерманской деятельности.
Учась в гимназии подружилась с Юлиусом Крамаричем, сторонником коммунистических идей: «Юлек заложил теоретическую основу всей моей будущей работы», в 1940 году окончила учёбу, но поскольку немцы закрыли все чешские университеты, поступить никуда не могла, отправилась в Брно. 
Вступила в Союз молодежи, тесно связанный с нелегальным ЦК КПЧ запрещенной Коммунистической партией. В 1940—1941 годы — член обкома в Брно, работала разъездным инструктором и связной. Организовывала выпуск запрещённых изданий и плакатов. Позже сосредоточила свою деятельность на проведении диверсий с группой молодых людей из окрестных городов и деревень. После того как Гестапо разгромило ЦК КПЧ, в середине 1941 года, во время волны арестов, скрывалась в деревне Лажанки. Осенью того же года она уехала в Брно, где продолжила свою деятельность в Союзе.
Арестована гестапо 5 декабря 1941 года в Брно. Во время долгих и трудных допросов гестапо почти не разговаривала и никого не выдала. В протоколах следствия гестапо было записано свидетельство о её стойкости: «hartnäckiges schweigen» — упорное молчание. Приговорена к смертной казни.
Провела более 100 дней в тюрьме в ожидании казни. Во время своего заключения смогла тайно записать воспоминания о своей жизни в форме тридцати двух писем, которые ей удалось с помощью подруги и тюремного охранникатайно передать на волю.
Казнена через два дня после своего 22-летия — 26 марта 1943 года в 18:42. Жестокий метод её казни (обезглавливание топором) потряс чешское общество, хотя говорить об обстоятельствах её дела было запрещено.

Прощай, я приветствую тебя, я люблю. Не плачь, я не плачу. … Сегодня я собираюсь сделать свой последний вдох. И всё же до последнего момента! Живи и верь! У меня всегда было мужество жить, я не теряю его даже перед лицом того, что люди называют смертью.— из письма, написанного Марией Кудержиковой незадолго до казни, датировано 26 марта 1943 года
Письма под заголовком «Фрагменты жизни: письма из тюрьмы» были опубликованы в 1961 году, через год переведены на русский язык:
- Мария Кудержикова — Отрывки из жизни: Письма из заключения / Пер. с чешского. Сост. М. Грыгар. — Москва: Молодая гвардия, 1962. — 143 с.

## Фильм
В 1972 году вышел чехословацкий фильм «…и передайте привет ласточкам», в котором запечатлены последние дни жизни Марии Кудержиковой. В фильме её сыграла актриса Магда Вашариова.

## Память
- В её честь названы улицы в Праге, Брно, Свитавах, Кржелове, Веверска-Битишках, Бржецлаве, Остраве, Зноймо, Трутнове, Бенешове и в Усти-над-Лабем.
- В 1956 году в Брно был установлен её бюст работы скульптора Войтеха Хоржинека. Однако, в 1990 году бюст был демонтирован.
- В 1966 году в городе Гавиржов установлен её бюст работы скульптора Иржи Мышака.
- В 1966 году в городе Оломоуц установлен её бюст работы скульптора Войтеха Хоржинека.
- На железнодорожной станции Врбовце установлена памятная доска с цитатой из её последнего письма.
- Её имя носят начальные школы в Стражнице и в Гавридове.
- Дом в деревне Внуровы, где она жила, является памятником истории.
- Её изображение помещено на почтовой марке Чехословакии 1973 года.

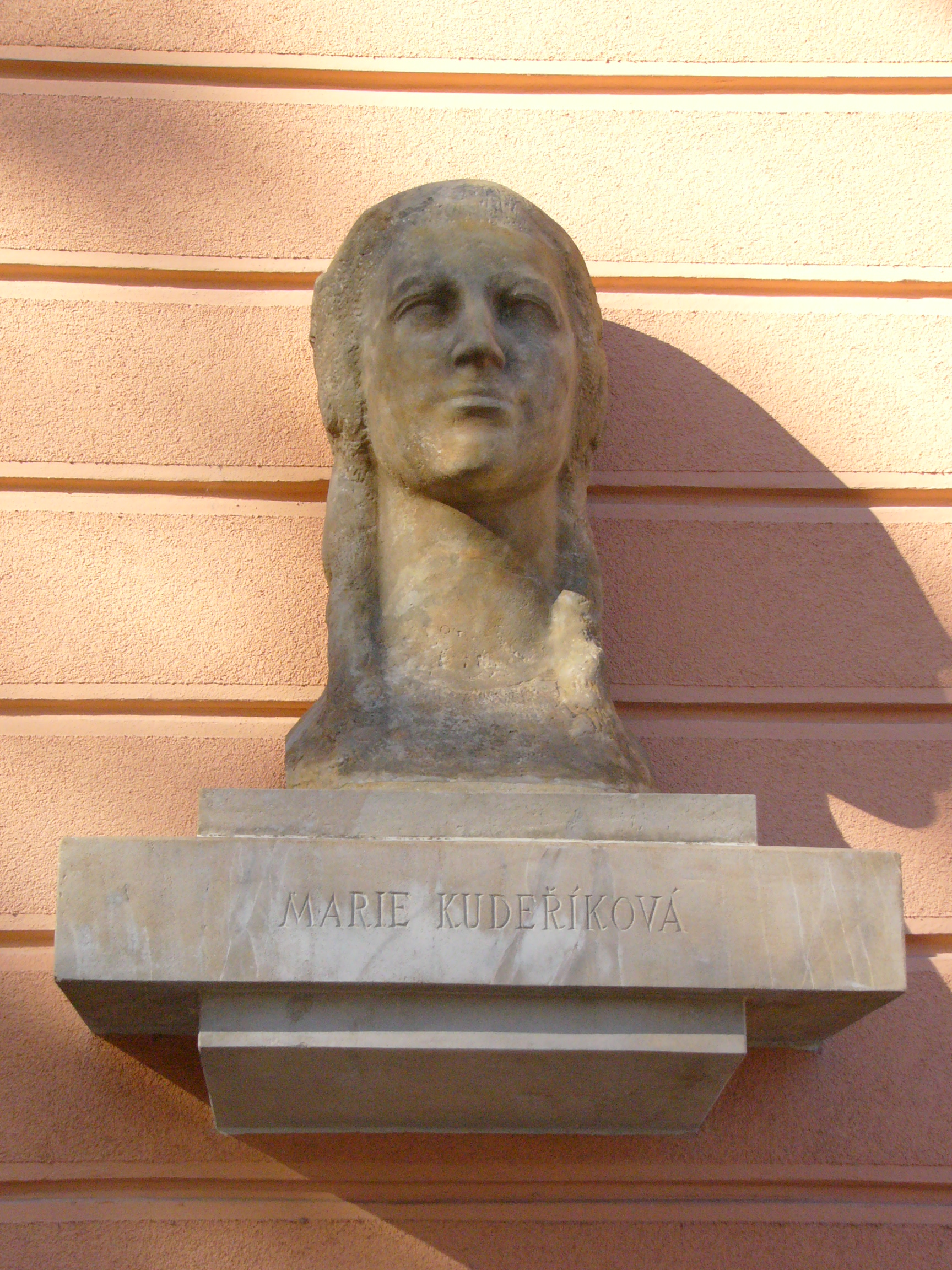
бюст в Оломоуце
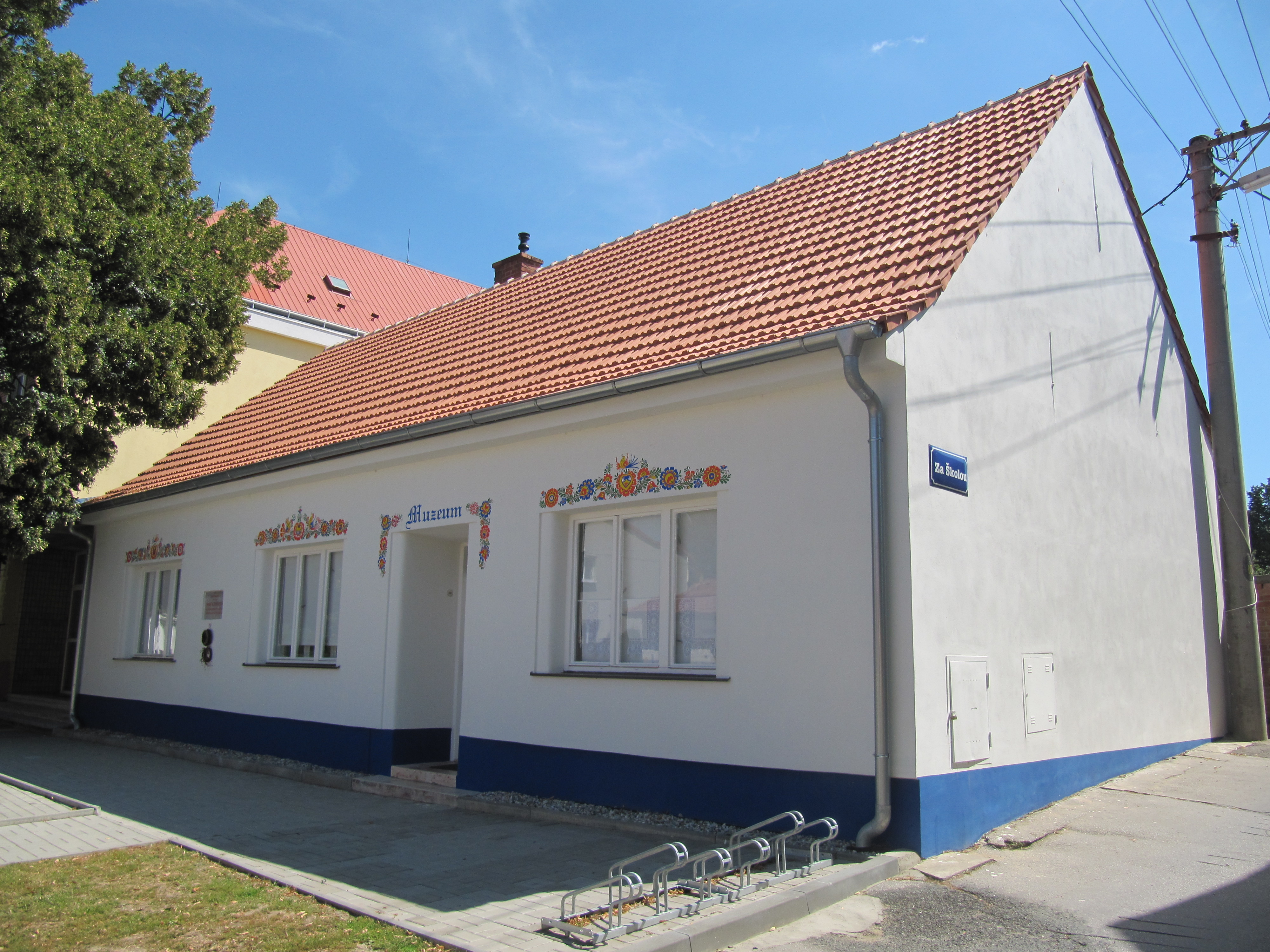
дом-музей во Внуровы
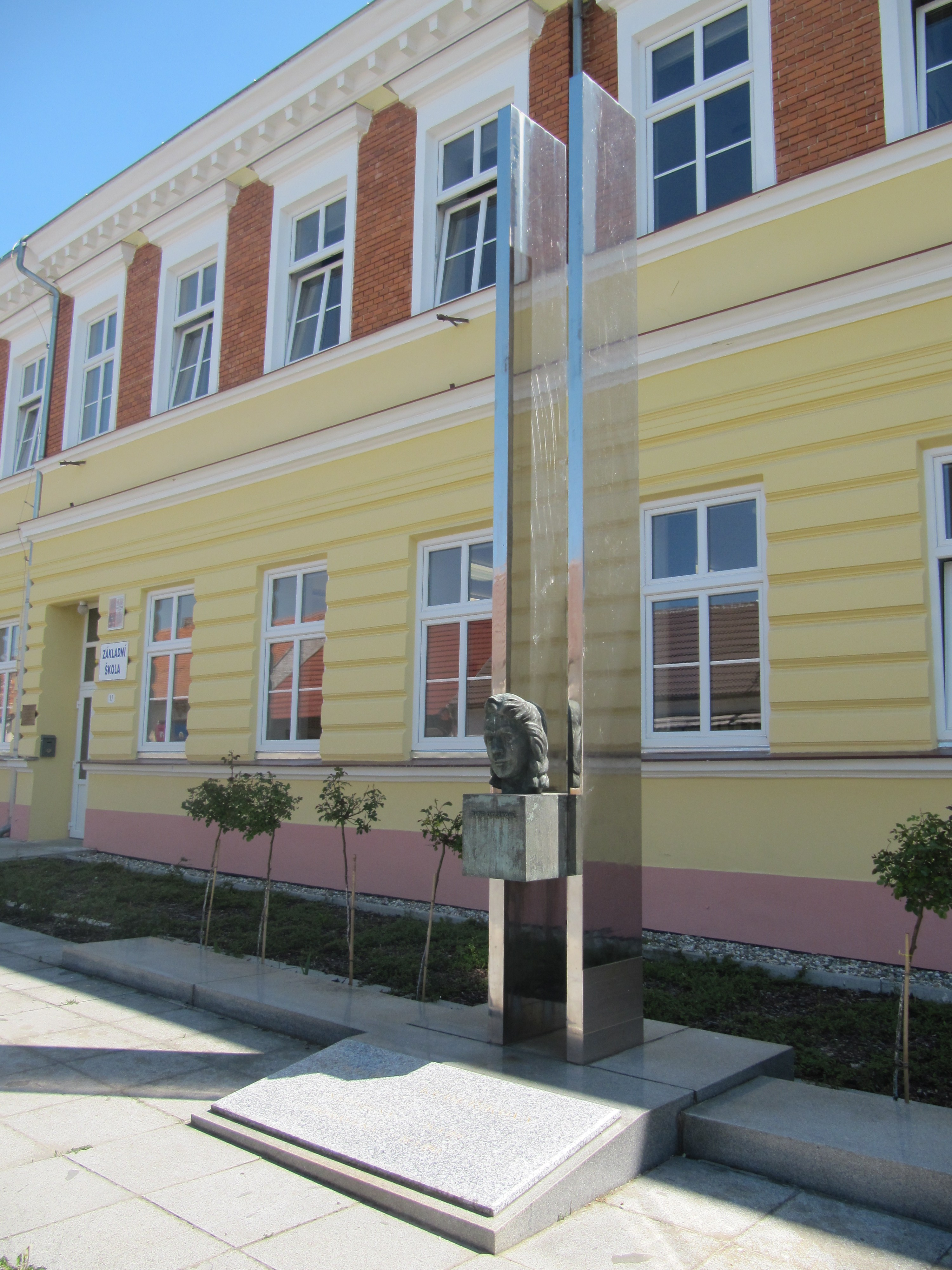
стела-бюст во Внуровы